# Blackzilians
Il Blackzilians è un team, fondato a Boca Raton negli Stati Uniti, di atleti che praticano sport da combattimento come le arti marziali miste, la kickboxing, il pugilato, la lotta e il jiu jitsu brasiliano.
Il Team è molto conosciuto per aver integrato in sé il campione dei pesi leggeri Bellator Eddie Alvarez, due ex campione dei pesi mediomassimi UFC Rashad Evans e Vítor Belfort, il boxer professionista Guillermo Rigondeaux e alcuni dei più forti kickboxer al mondo.
Il team Blackzilians venne fondato quando i lottatori di MMA Jorge Santiago, Danilo Villefort, Yuri Villefort e Gesias Cavalcante decisero di lasciare l'American Top Team e si trasferirono nel centro sportivo JACO Hybrid Training Center di Boca Raton.

## Allenatori
Henri Hooft è il capo allenatore del team, il quale ha allenato campioni di kickboxing come Peter Aerts e Tyrone Spong.
- Pedro Diaz, medaglia d'oro olimpica di boxe, è il coach di pugilato
- Jake Bonacci è il coach per la condizione fisica
- Jorge Santiago, veterano della UFC, è il coach di jiu jitsu brasiliano
- Marcus Silva è il coach di judo
- Paulo Braga è il fisioterapista

## Atleti di rilievo

### Arti marziali miste
- Vítor Belfort - campione dei pesi mediomassimi UFC e Cage Rage
- Rashad Evans - campione dei pesi mediomassimi UFC e vincitore di The Ultimate Fighter
- Kamaru Usman - campione dei pesi welter UFC e vincitore di The Ultimate Fighter
- Alistair Overeem - campione dei pesi massimi Strikeforce e Dream e vincitore del torneo K-1 World Grand Prix 2010
- Miguel Torres - campione dei pesi gallo WEC
- Eddie Alvarez - campione dei pesi leggeri Bellator e dei pesi welter MFC e BodogFIGHT
- Ryan Jimmo - campione dei pesi mediomassimi MFC
- Michael Johnson - campione dei pesi leggeri XCF e MFL
- Jorge Santiago - campione dei pesi medi Sengoku
- Siyar Bahadurzada - campione dei pesi medi Shooto
- Luiz Firmino
- Anthony Johnson
- Thiago Silva
- Claude Patrick
- Tom Niinimäki
- Matt Mitrione

### Kickboxing
- Gökhan Saki - campione dei pesi mediomassimi Glory
- Rico Verhoeven - campione dei pesi massimi Glory
- Tyrone Spong - campione dei pesi mediomassimi It's Showtime e vincitore di tornei in Glory
- Daniel Ghiță - campione dei pesi massimi It's Showtime
- Murthel Groenhart - vincitore del torneo K-1 World MAX 2012
- Robin van Roosmalen - vincitore del torneo It's Showtime Fast & Furious 70MAX

### Pugilato
- Guillermo Rigondeaux - due volte campione olimpico dei pesi gallo, campione dei pesi supergallo WBA, WBO e The Ring